# Gwoździany
Gwoździany (deutsch: Gwosdzian, 1936–1945 Nagelschmieden) ist ein Ort in der Landgemeinde Pawonków im Powiat Lubliniecki der Woiwodschaft Schlesien in Polen. Entlang der Gemarkung verläuft die Grenze zwischen der Woiwodschaft Schlesien und der Woiwodschaft Opole (Oppeln). Ortsteile von Gwoździany sind Maliny und Cegielnia.

## Geschichte
Der Name der Stadt, die zum Fürstentum Oppeln gehörte, wurde erstmals im Jahre 1679 erwähnt. Nach dem Ersten Schlesischen Krieg fiel es mit dem größten Teil Schlesiens an Preußen. Im Jahre 1761 wurde eine Glashütte gegründet, die bis Anfang des 19. Jahrhunderts bestand. 1809 wurde eine Schule erbaut.
1815 gehörte Gwosdzian zur preußischen Provinz Schlesien zu Preußen. 1825 hatte es 268 Einwohner, darunter 11 Evangelische und 8acht Juden. Zu dieser Zeit gab es 41 Häuser und ein Schloss. 1855 lebten in Gwosdzian 469 Einwohner, davon 425 Katholiken und 44 Protestanten. 1861 besuchten 106 Kinder die Schule, die von einem einzigen Lehrer unterrichtet wurden. Laut Alphabetischem Verzeichnis sämtlicher Städte, Flecken, Dörfer und sonstiger Ortschaften und Wohnplätze der Provinz Schlesien aus dem Jahr 1908 lebten in Gwosdzian 408 Bewohner.
Durch die Volksabstimmung in Oberschlesien 1921 verblieb Gwosdzian bei Deutschland. Es lag nun direkt an der polnisch-deutschen Landesgrenze. Infolge des Zweiten Weltkriegs fiel es 1945 an Polen.

## Sehenswürdigkeiten
- Die römisch-katholische Pfarrkirche Mariä Geburt (Kościół Narodzenia Najświętszej Maryi Panny) ist eine 1576 erbaute und im 17./18. Jahrhundert umgebaute Schrotholzkirche, die 1976–1978 aus dem Dorf Kościeliska (Kostellitz) nach Gwoździany transloziert wurde. Die Innenausstattung ist neuzeitlich.[1]
- Schloss Gwosdzian

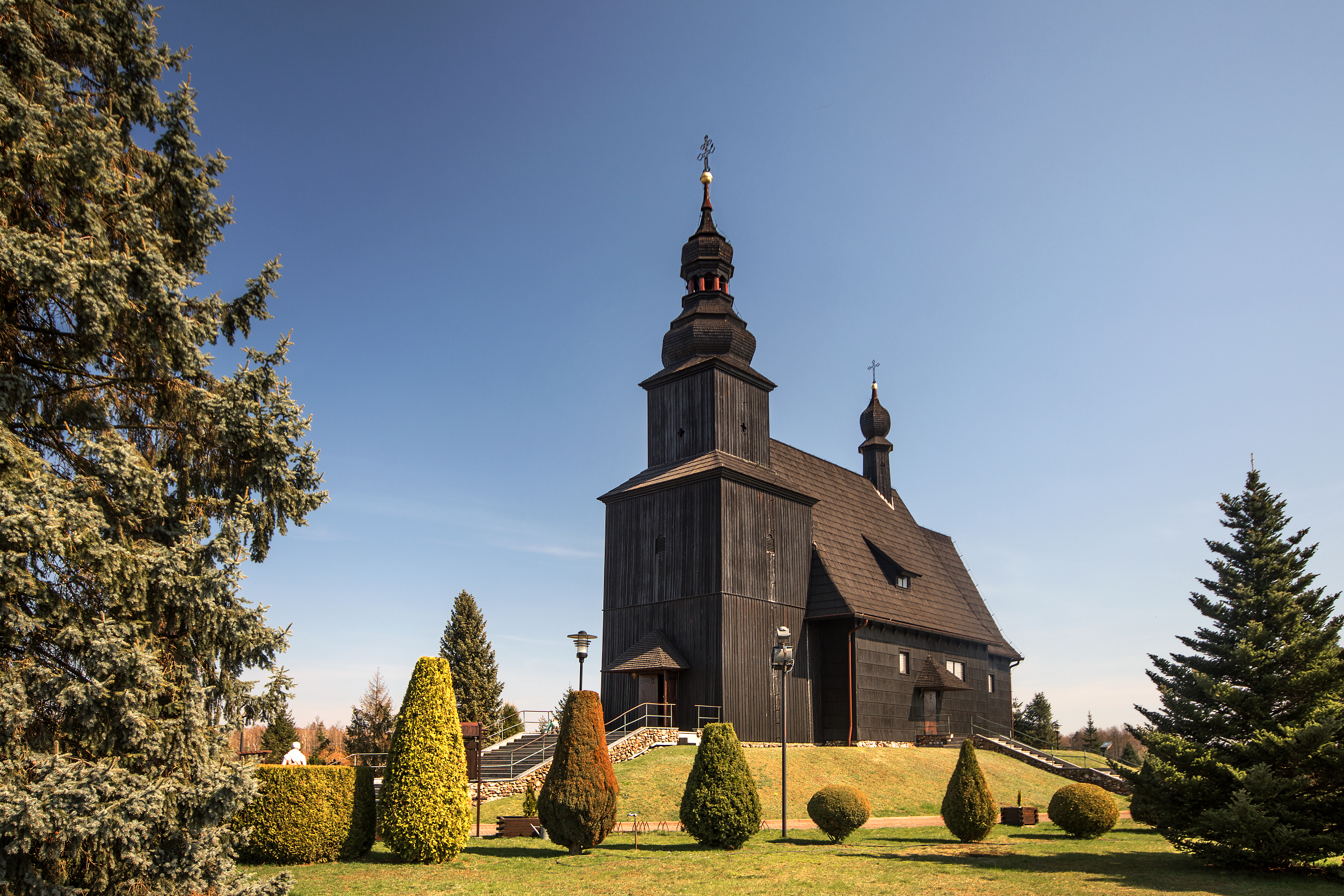
Pfarrkirche Mariä Geburt
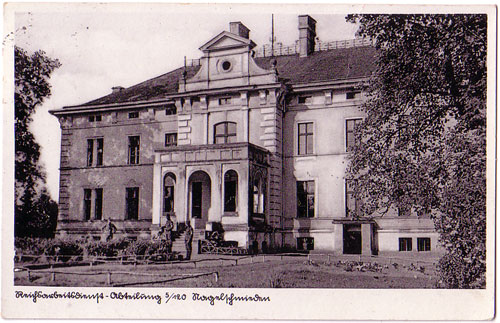
Schloss 1936
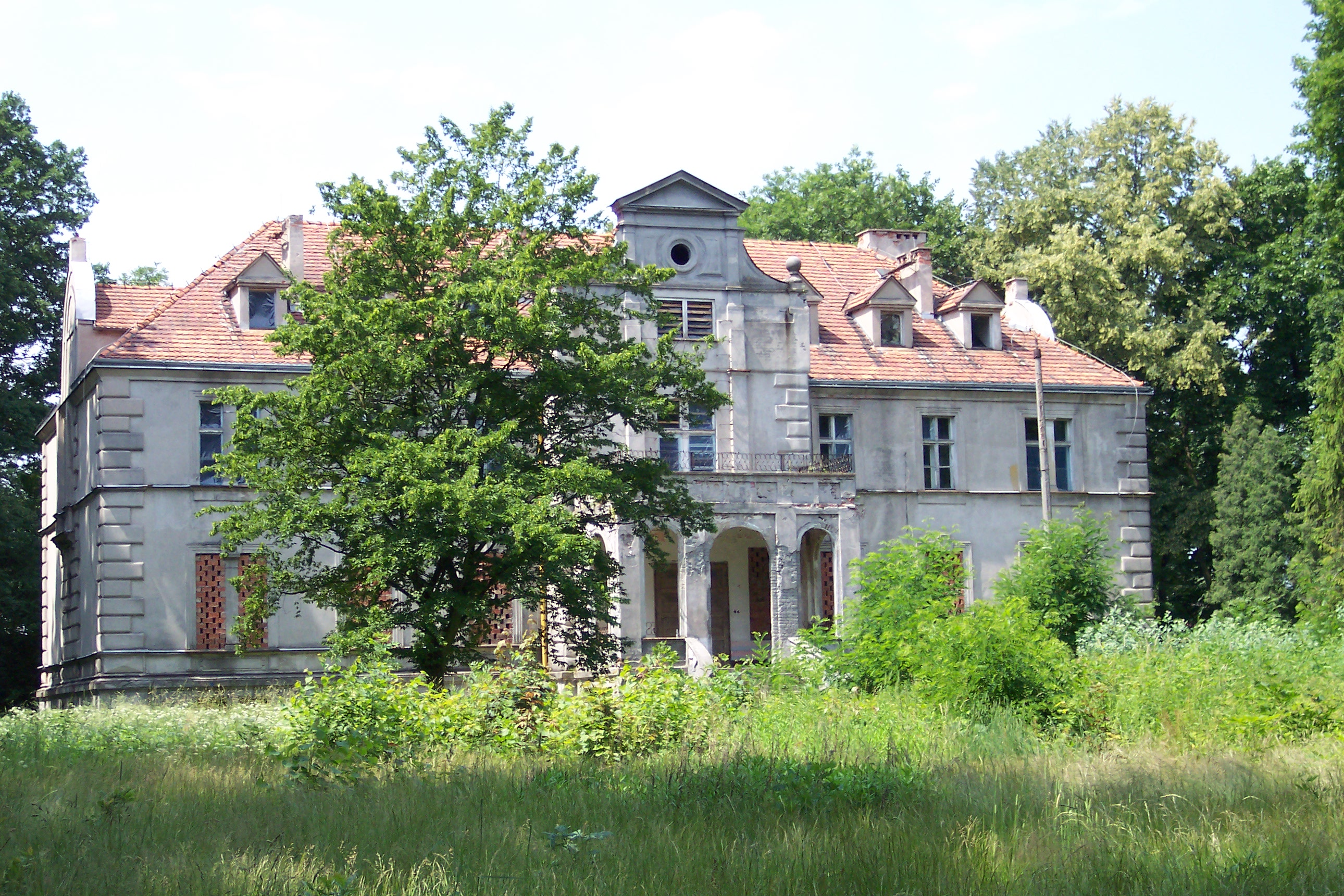
Schloss 2007

## Sport
Seit 2020 besteht der Fußballverein KS Gwoździany.